# Archives secrètes (L'Épervier)
Pour les articles homonymes, voir Archives secrètes.
Archives secrètes de Patrice Pellerin, sorti en juin 2006 aux éditions Dupuis, constitue une transition entre le premier et le deuxième cycle des aventures de l'Épervier. 

## Présentation de l'éditeur
Gentilhomme et galérien, pirate et corsaire, Yann de Kermeur a affronté plus d'épreuves que n'en pourrait endurer un homme ordinaire. Mais de nombreux mystères 
entourent la personnalité de ce personnage complexe qui a fait de sa vie une légende. Qui se cachait vraiment derrière cet être singulier ? Qui étaient ses ancêtres ? Quel parcours l'a conduit à devenir un corsaire redouté ? Comment a-t-il constitué son équipage, construit son navire ? Quels étaient ses rêves ou ses regrets d'homme ? S'appuyant sur les recherches historiques et archéologiques les plus récentes, Patrice Pellerin s'attache à restituer au plus près le parcours de ce héros hors du commun et à plonger au plus profond de son intimité. Dans cet ouvrage exceptionnellement illustré, il nous livre de larges pans du passé tumultueux de Yann de Kermeur. Un passé préfigurant déjà son avenir : riche de péripéties et de passions.